# 正源寺 (川口市)
正源寺（しょうげんじ）は、埼玉県川口市にある真言宗智山派の寺院。

## 歴史
1610年（慶長15年）、法印宥慶によって開山された。後に源雅によって中興された。同市安行原の密蔵院の末寺である。
現在の本殿は1995年（平成7年）に建てられたものである。

## 交通アクセス
- 草加駅または見沼代親水公園駅より徒歩25分。